# Whispering a Prayer
Whispering a Prayer (em português: Sussurrando uma prece) é uma canção instrumental do guitarrista virtuoso estadunidense Steve Vai.
Ela foi lançada em 2001, juntamente com o álbum Alive in an Ultra World (faixa n.07 do disco 1).
Não existe uma versão de estúdio desta música.
Whispering a Prayer é, provavelmente, a mais bela peça musical que eu já compus em toda a minha vida. Toda vez que eu a toco, eu me sinto superado por sentimentos de liberdade e felicidade. 
— Steve Vai, sobre a canção

## Gravações
Abaixo encontra-se a tabela de onde a música é encontrada, e em qual versão.
| Ano  | Versão                          | Álbum                           | Formato     | Tamanho  |
| ---- | ------------------------------- | ------------------------------- | ----------- | -------- |
| 2001 | Ao vivo                         | Alive in an Ultra World         | CD          | 8:45 min |
| 2003 | Ao Vivo                         | Live at the Astoria, London     | DVD         | 8:45 min |
| 2004 | Ao Vivo                         | G3: Rockin' in the Free World   | CD          | 9:27 min |
| 2009 | Ao Vivo acompanhada de violinos | Where The Wild Things Are       | DVD/Blu-Ray |          |
| 2010 | Ao Vivo acompanhada de violinos | Where The Other Wild Things Are | CD          |          |

### Covers
- Em 2004, o músico Bob Carpenter fez uma interpretação no piano desta música. Esta versão foi lançada com o álbum The Sun, The Moon, The Stars[2]. O Steve toca violão nesta versão, e sua esposa (Pia Maiocco) toca harpa.
- Em 2019, a música ganhou uma redução para o piano que foi gravada no álbum Vai - Piano Reductions, Vol. 2: Performed by Miho Arai.

## Prêmios e Indicações

### Grammy Awards
| Ano  | Música                | Álbum                         | Indicação                          | Resultado | Observação | Ref. |
| ---- | --------------------- | ----------------------------- | ---------------------------------- | --------- | ---------- | ---- |
| 2001 | "Whispering a Prayer" | Alive in an Ultra World       | Best Rock Instrumental Performance | Indicado  |            |      |
| 2004 | "Whispering a Prayer" | G3: Rockin' in the Free World | Best Rock Instrumental Performance | Indicado  |            |      |